# Laonice norgensis
Laonice norgensis är en ringmaskart som beskrevs av Sikorski 2003. Laonice norgensis ingår i släktet Laonice och familjen Spionidae. Inga underarter finns listade i Catalogue of Life.